# Bürgermeisterwahlen in Sachsen 2021
Bürgermeisterwahlen fanden 2021 in Sachsen in 33 von 419 sächsischen Städten und Gemeinden statt. Dabei wurden 15 Bürgermeister im Amt bestätigt und einer abgewählt.

Von der CDU gehalten
Von der CDU hinzugewonnen
Von WV/EB gehalten
Von WV/EB hinzugewonnen

| ← 2020 | Wahljahr 2021 | 2022 → |

## Wahlstatistik
| Vorschlag | Anzahl |                    | Bürgermeister | Anzahl |
| CDU       | 16     | - wiedergewählt    | 15            |        |
| WV, EB    | 17     | - abgewählt        | 1             |        |
| gesamt    | 33     | - nicht kandidiert | 17            |        |

Amtierende (Ober-)Bürgermeister nach Ende des Wahljahres 2021:
| Vorschlag           | CDU | SPD | FDP | Linke | DSU | Grüne | EB, EV | WV  | Gemeindeanzahl |
| ------------------- | --- | --- | --- | ----- | --- | ----- | ------ | --- | -------------- |
| Amtsträger          | 143 | 17  | 8   | 5     | 1   | 1     | 141    | 103 | 419            |
| Veränderung zu 2020 | + 4 | ± 0 | – 1 | ± 0   | ± 0 | ± 0   | – 5    | + 2 | ± 0            |

WV = Wählervereinigungen
EB = Einzelbewerber
EV = Einzelvorschläge

## Wahlergebnisse

### Landkreis Bautzen
Im Landkreis Bautzen fanden in drei Kommunen Wahlen statt. Diese sind im Folgenden aufgelistet. In keiner Kommune waren zwei Wahlgänge notwendig. Das entscheidende Wahlergebnis ist markiert.
Gewählte Bewerber:
- CDU: 3
- Amtsinhaber wiedergewählt: 3
- Amtsinhaber abgewählt: 0
- Amtsinhaber nicht angetreten: 0

Namen von Amtsinhabern sind fett dargestellt.
| Wahltermin | Gemeinde                        | Bewerber         | Vorschlag        | Ergebnis (in %) | vorherige | nächste |
| ---------- | ------------------------------- | ---------------- | ---------------- | --------------- | --------- | ------- |
| 9. Mai     | Wittichenau Kulow               | Markus Posch     | CDU              | 94,3            | ← 2014    | keine   |
| 9. Mai     | Wittichenau Kulow               | Einzelvorschläge | Einzelvorschläge | 5,7             | ← 2014    | keine   |
| 20. Juni   | Obergurig Hornja Hórka          | Thomas Polpitz   | CDU              | 95,4            | ← 2014    | keine   |
| 20. Juni   | Obergurig Hornja Hórka          | Einzelvorschläge | Einzelvorschläge | 4,6             | ← 2014    | keine   |
| 11. Juli   | Panschwitz-Kuckau Pančicy-Kukow | Markus Kreuz     | CDU              | 89,1            | ← 2014    | keine   |
| 11. Juli   | Panschwitz-Kuckau Pančicy-Kukow | Einzelvorschläge | Einzelvorschläge | 10,9            | ← 2014    | keine   |

### Erzgebirgskreis
Im Erzgebirgskreis fanden in zwei Kommunen Wahlen statt. Diese sind im Folgenden aufgelistet. In keiner Kommune waren zwei Wahlgänge notwendig. Das entscheidende Wahlergebnis ist markiert.
Gewählte Bewerber:
- CDU: 1
- Einzelbewerber/Bürgerinitiativen: 1
- Amtsinhaber wiedergewählt: 1
- Amtsinhaber abgewählt: 0
- Amtsinhaber nicht angetreten: 1

Namen von Amtsinhabern sind fett dargestellt.
| Wahltermin    | Gemeinde       | Bewerber         | Vorschlag        | Ergebnis (in %) | vorherige | nächste |
| ------------- | -------------- | ---------------- | ---------------- | --------------- | --------- | ------- |
| 11. Juli      | Stützengrün    | Volkmar Viehweg  | CDU              | 96,9            | ← 2014    | keine   |
| 11. Juli      | Stützengrün    | Einzelvorschläge | Einzelvorschläge | 3,1             | ← 2014    | keine   |
| 26. September | Oberwiesenthal | Jens Benedict    | EINZ             | 55,6            | ← 2014    | keine   |
| 26. September | Oberwiesenthal | Erik Schulze     | CDU              | 44,4            | ← 2014    | keine   |

### Landkreis Görlitz
Im Landkreis Görlitz fanden in vier Kommunen Wahlen statt. Diese sind im Folgenden aufgelistet. In drei Kommunen war ein zweiter Wahlgang notwendig. Das entscheidende Wahlergebnis ist markiert.
Gewählte Bewerber:
- CDU: 2
- Einzelbewerber/Bürgerinitiativen: 2
- Amtsinhaber wiedergewählt: 1
- Amtsinhaber abgewählt: 1
- Amtsinhaber nicht angetreten: 2

Namen von Amtsinhabern sind fett dargestellt.
| 1. Wahlgang   | 1. Wahlgang                      | 1. Wahlgang                  | 1. Wahlgang       | 1. Wahlgang     | 2. Wahlgang  | 2. Wahlgang     | vorherige | nächste |
| Wahltermin    | Gemeinde                         | Bewerber                     | Vorschlag         | Ergebnis (in %) | Wahltermin   | Ergebnis (in %) | vorherige | nächste |
| ------------- | -------------------------------- | ---------------------------- | ----------------- | --------------- | ------------ | --------------- | --------- | ------- |
| 25. April     | Hähnichen                        | Patrick Kurt Schultze        | CDU               | 31,5            | 9. Mai       | 26,0            | ← 2015    | keine   |
| 25. April     | Hähnichen                        | Heiko Titze                  | AfD               | 28,6            | 9. Mai       | 26,0            | ← 2015    | keine   |
| 25. April     | Hähnichen                        | Mathias Ernst Georg Zscheile | Dr. Zscheile      | 39,9            | 9. Mai       | 48,1            | ← 2015    | keine   |
| 9. Mai        | Kreba-Neudorf Chrjebja-Nowa Wjes | Dirk Naumburger              | CDU               | 98,1            |              |                 | ← 2014    | keine   |
| 9. Mai        | Kreba-Neudorf Chrjebja-Nowa Wjes | Einzelvorschläge             | Einzelvorschläge  | 1,9             |              |                 | ← 2014    | keine   |
| 26. September | Löbau                            | Heiko Neumann                | Bürgerliste Löbau | 30,5            | 17. Oktober  | 36,6            | ← 2015    | keine   |
| 26. September | Löbau                            | Hajo Exner                   | AfD               | 15,8            | 17. Oktober  | n. k.           | ← 2015    | keine   |
| 26. September | Löbau                            | Ringo Hensel                 | CDU               | 21,9            | 17. Oktober  | 21,8            | ← 2015    | keine   |
| 26. September | Löbau                            | Albrecht Gubsch              | Gubsch            | 27,7            | 17. Oktober  | 40,3            | ← 2015    | keine   |
| 26. September | Löbau                            | Dirk Rocho                   | Rocho             | 4,1             | 17. Oktober  | 1,6             | ← 2015    | keine   |
| 7. November   | Niesky                           | Beate Priska Hoffmann        | Hoffmann          | 42,0            | 28. November | 44,2            | ← 2014    | keine   |
| 7. November   | Niesky                           | Jens Uwe Hoffmann            | AfD               | 12,7            | 28. November | n. k.           | ← 2014    | keine   |
| 7. November   | Niesky                           | Kathrin Uhlemann             | CDU               | 45,3            | 28. November | 55,8            | ← 2014    | keine   |

### Landkreis Leipzig
Im Landkreis Leipzig fand in einer Kommune eine Wahl statt. Ein zweiter Wahlgang war nicht nötig. Das entscheidende Wahlergebnis ist markiert.
Gewählte Bewerber:
- CDU: 1
- Amtsinhaber wiedergewählt: 0
- Amtsinhaber abgewählt: 0
- Amtsinhaber nicht angetreten: 1

Namen von Amtsinhabern sind fett dargestellt.
| Wahltermin    | Gemeinde | Bewerber         | Vorschlag        | Ergebnis (in %) | vorherige | nächste |
| ------------- | -------- | ---------------- | ---------------- | --------------- | --------- | ------- |
| 26. September | Frohburg | Karsten Richter  | CDU              | 95,3            | ← 2015    | keine   |
| 26. September | Frohburg | Einzelvorschläge | Einzelvorschläge | 4,7             | ← 2015    | keine   |

### Landkreis Meißen
Im Landkreis Meißen fanden in vier Kommunen Wahlen statt. Diese sind im Folgenden aufgelistet. In keiner Kommune waren zwei Wahlgänge notwendig. Das entscheidende Wahlergebnis ist markiert.
Gewählte Bewerber:
- CDU: 2
- Einzelbewerber/Bürgerinitiativen: 2
- Amtsinhaber wiedergewählt: 2
- Amtsinhaber abgewählt: 0
- Amtsinhaber nicht angetreten: 2

Namen von Amtsinhabern sind fett dargestellt.
| Wahltermin    | Gemeinde  | Bewerber             | Vorschlag        | Ergebnis (in %) | vorherige | nächste |
| ------------- | --------- | -------------------- | ---------------- | --------------- | --------- | ------- |
| 18. April     | Zeithain  | Mirko Marcus Pollmer | BIG              | 73,7            | ← 2019    | keine   |
| 18. April     | Zeithain  | Mathias Busse        | CDU              | 26,3            | ← 2019    | keine   |
| 4. Juli       | Riesa     | Marco Müller         | CDU              | 52,4            | ← 2014    | keine   |
| 4. Juli       | Riesa     | Gunnar Hoffmann      | Hoffmann         | 47,6            | ← 2014    | keine   |
| 26. September | Nünchritz | Andrea Beger         | CDU              | 72,4            | ← 2014    | keine   |
| 26. September | Nünchritz | Jürgen Klaus Schmidt | SPD              | 27,4            | ← 2014    | keine   |
| 26. September | Thiendorf | Dirk Mocker          | Mocker           | 97,2            | ← 2014    | keine   |
| 26. September | Thiendorf | Einzelvorschläge     | Einzelvorschläge | 2,8             | ← 2014    | keine   |

### Landkreis Mittelsachsen
Im Landkreis Mittelsachsen fanden in fünf Kommunen Wahlen statt. Diese sind im Folgenden aufgelistet. In einer Kommune waren zwei Wahlgänge notwendig. Das entscheidende Wahlergebnis ist markiert.
Gewählte Bewerber:
- CDU: 1
- Einzelbewerber/Bürgerinitiativen: 4
- Amtsinhaber wiedergewählt: 2
- Amtsinhaber abgewählt: 0
- Amtsinhaber nicht angetreten: 3

Namen von Amtsinhabern sind fett dargestellt.
| 1. Wahlgang   | 1. Wahlgang       | 1. Wahlgang              | 1. Wahlgang              | 1. Wahlgang     | 2. Wahlgang | 2. Wahlgang     | vorherige | nächste |
| Wahltermin    | Gemeinde          | Bewerber                 | Vorschlag                | Ergebnis (in %) | Wahltermin  | Ergebnis (in %) | vorherige | nächste |
| ------------- | ----------------- | ------------------------ | ------------------------ | --------------- | ----------- | --------------- | --------- | ------- |
| 7. Februar    | Brand-Erbisdorf   | Martin Antonow           | Dr. Antonow              | 46,0            | 28. Februar | 45,9            | ← 2014    | keine   |
| 7. Februar    | Brand-Erbisdorf   | Mirko Espig              | CDU                      | 30,0            | 28. Februar | 36,6            | ← 2014    | keine   |
| 7. Februar    | Brand-Erbisdorf   | Michel Franz             | Franz                    | 24,0            | 28. Februar | 17,4            | ← 2014    | keine   |
| 14. März      | Mühlau            | Matthias Frank Rüdiger   | Mühlauer Vereine         | 65,2            |             |                 | ← 2015    | keine   |
| 14. März      | Mühlau            | Steve Sarfert            | Einzelvorschlag          | 13,6            |             |                 | ← 2015    | keine   |
| 14. März      | Mühlau            | weitere Einzelvorschläge | weitere Einzelvorschläge | 21,2            |             |                 | ← 2015    | keine   |
| 21. März      | Mulda/Sa.         | Martin Grajetzky         | CDU                      | 37,5            |             |                 | ← 2014    | keine   |
| 21. März      | Mulda/Sa.         | Michael Wiezorek         | Wiezorek                 | 62,5            |             |                 | ← 2014    | keine   |
| 6. Juni       | Neuhausen/Erzgeb. | Tina Hennersdorf         | FW                       | 46,9            |             |                 | ← 2015    | keine   |
| 6. Juni       | Neuhausen/Erzgeb. | Andreas Heinz Drescher   | Drescher                 | 53,1            |             |                 | ← 2015    | keine   |
| 26. September | Lichtenau         | Andreas Graf             | CDU                      | 77,9            |             |                 | ← 2014    | keine   |
| 26. September | Lichtenau         | Holger Zielinski         | AfD                      | 22,1            |             |                 | ← 2014    | keine   |

### Landkreis Nordsachsen
Im Landkreis Nordsachsen fanden in drei Kommunen Wahlen statt. Diese sind im Folgenden aufgelistet. In keiner Kommune waren zwei Wahlgänge notwendig. Das entscheidende Wahlergebnis ist markiert.
Gewählte Bewerber:
- CDU: 1
- Einzelbewerber/Bürgerinitiativen: 2
- Amtsinhaber wiedergewählt: 2
- Amtsinhaber abgewählt: 0
- Amtsinhaber nicht angetreten: 1

Namen von Amtsinhabern sind fett dargestellt.
| Wahltermin    | Gemeinde         | Bewerber         | Vorschlag        | Ergebnis (in %) | vorherige | nächste |
| ------------- | ---------------- | ---------------- | ---------------- | --------------- | --------- | ------- |
| 21. Februar   | Bad Düben        | Astrid Münster   | FWG              | 97,6            | ← 2014    | keine   |
| 21. Februar   | Bad Düben        | Einzelvorschläge | Einzelvorschläge | 2,4             | ← 2014    | keine   |
| 26. September | Laußig           | Lothar Schneider | Schneider        | 52,2            | ← 2014    | keine   |
| 26. September | Laußig           | Florian Kern     | CDU              | 47,8            | ← 2014    | keine   |
| 7. November   | Belgern-Schildau | Ingolf Gläser    | CDU              | 66,2            | ← 2020    | keine   |
| 7. November   | Belgern-Schildau | Diana Reinhold   | Grüne            | 4,0             | ← 2020    | keine   |
| 7. November   | Belgern-Schildau | Susanne Pönicke  | Pönicke          | 29,8            | ← 2020    | keine   |

### Landkreis Sächsische Schweiz-Osterzgebirge
Im Landkreis Sächsische Schweiz-Osterzgebirge fanden in sieben Kommunen Wahlen statt. Diese sind im Folgenden aufgelistet. In einer Kommune waren zwei Wahlgänge notwendig. Das entscheidende Wahlergebnis ist markiert.
Gewählte Bewerber:
- CDU: 3
- Einzelbewerber/Bürgerinitiativen: 4
- Amtsinhaber wiedergewählt: 3
- Amtsinhaber abgewählt: 0
- Amtsinhaber nicht angetreten: 4

Namen von Amtsinhabern sind fett dargestellt.
| 1. Wahlgang   | 1. Wahlgang                 | 1. Wahlgang        | 1. Wahlgang        | 1. Wahlgang     | 2. Wahlgang | 2. Wahlgang     | vorherige | nächste |
| Wahltermin    | Gemeinde                    | Bewerber           | Vorschlag          | Ergebnis (in %) | Wahltermin  | Ergebnis (in %) | vorherige | nächste |
| ------------- | --------------------------- | ------------------ | ------------------ | --------------- | ----------- | --------------- | --------- | ------- |
| 21. Februar   | Bahretal                    | Ronny Schietzold   | WIB                | 97,4            |             |                 | ← 2014    | keine   |
| 21. Februar   | Bahretal                    | Einzelvorschläge   | Einzelvorschläge   | 2,6             |             |                 | ← 2014    | keine   |
| 18. April     | Bad Gottleuba-Berggießhübel | Thomas Peters      | CDU                | 55,9            |             |                 | ← 2019    | keine   |
| 18. April     | Bad Gottleuba-Berggießhübel | Michael Ullmann    | AfD                | 17,8            |             |                 | ← 2019    | keine   |
| 18. April     | Bad Gottleuba-Berggießhübel | Madlen Rätze       | Rätze              | 26,3            |             |                 | ← 2019    | keine   |
| 30. Mai       | Hermsdorf/Erzgeb.           | Andreas Liebscher  | FVV                | 97,3            |             |                 | ← 2014    | keine   |
| 30. Mai       | Hermsdorf/Erzgeb.           | Einzelvorschläge   | Einzelvorschläge   | 2,7             |             |                 | ← 2014    | keine   |
| 29. August    | Dohma                       | Matthias Heinemann | Heinemann          | 89,8            |             |                 | ← 2014    | keine   |
| 29. August    | Dohma                       | Einzelvorschläge   | Einzelvorschläge   | 10,2            |             |                 | ← 2014    | keine   |
| 26. September | Dorfhain                    | Olaf Schwalbe      | CDU                | 96,6            |             |                 | ← 2014    | keine   |
| 26. September | Dorfhain                    | Einzelvorschläge   | Einzelvorschläge   | 3,4             |             |                 | ← 2014    | keine   |
| 26. September | Glashütte                   | Sven Gleißberg     | CDU                | 44,8            | 17. Oktober | 57,5            | ← 2016    | keine   |
| 26. September | Glashütte                   | Tilo Bretschneider | AfD                | 31,4            | 17. Oktober | 42,5            | ← 2016    | keine   |
| 26. September | Glashütte                   | Steffen Barthel    | Freie WG Johnsbach | 23,8            | 17. Oktober | n. k.           | ← 2016    | keine   |
| 26. September | Hartmannsdorf-Reichenau     | Michael Börner     | WIR                | 56,7            |             |                 | ← 2015    | keine   |
| 26. September | Hartmannsdorf-Reichenau     | Undine Bourgeoise  | KBBH               | 43,3            |             |                 | ← 2015    | keine   |

### Vogtlandkreis
Im Vogtlandkreis fanden in zwei Kommunen Wahlen statt. Diese sind im Folgenden aufgelistet. In einer Kommune waren zwei Wahlgänge notwendig. Das entscheidende Wahlergebnis ist markiert.
Gewählte Bewerber:
- CDU: 1
- Einzelbewerber/Bürgerinitiativen: 1
- Amtsinhaber wiedergewählt: 0
- Amtsinhaber abgewählt: 0
- Amtsinhaber nicht angetreten: 2

Namen von Amtsinhabern sind fett dargestellt.
| 1. Wahlgang | 1. Wahlgang | 1. Wahlgang                  | 1. Wahlgang              | 1. Wahlgang     | 2. Wahlgang | 2. Wahlgang     | vorherige | nächste |
| Wahltermin  | Gemeinde    | Bewerber                     | Vorschlag                | Ergebnis (in %) | Wahltermin  | Ergebnis (in %) | vorherige | nächste |
| ----------- | ----------- | ---------------------------- | ------------------------ | --------------- | ----------- | --------------- | --------- | ------- |
| 9. Mai      | Eichigt     | Stephan Karl Richard Meinel  | Bürger für Eichigt       | 81,3            |             |                 | ← 2014    | keine   |
| 9. Mai      | Eichigt     | Normen Lenk                  | Einzelvorschlag          | 11,1            |             |                 | ← 2014    | keine   |
| 9. Mai      | Eichigt     | weitere Einzelvorschläge     | weitere Einzelvorschläge | 7,6             |             |                 | ← 2014    | keine   |
| 13. Juni    | Plauen      | Steffen Zenner               | CDU                      | 33,5            | 4. Juli     | 41,1            | ← 2014    | keine   |
| 13. Juni    | Plauen      | Thomas Matthias Haubenreißer | FDP                      | 6,5             | 4. Juli     | n. k.           | ← 2014    | keine   |
| 13. Juni    | Plauen      | Lars Buchmann                | Buchmann                 | 16,8            | 4. Juli     | 20,6            | ← 2014    | keine   |
| 13. Juni    | Plauen      | Ingo Eckardt                 | Eckardt                  | 8,3             | 4. Juli     | n. k.           | ← 2014    | keine   |
| 13. Juni    | Plauen      | Andreas Steffen Ernstberger  | Ernstberger              | 3,9             | 4. Juli     | 2,7             | ← 2014    | keine   |
| 13. Juni    | Plauen      | Thomas Kaden                 | FREIE SACHSEN            | 7,5             | 4. Juli     | 5,2             | ← 2014    | keine   |
| 13. Juni    | Plauen      | Silvia Regina Queck-Hänel    | Queck-Hänel              | 23,5            | 4. Juli     | 30,4            | ← 2014    | keine   |

### Landkreis Zwickau
Im Landkreis Zwickau fanden in zwei Kommunen Wahlen statt. Diese sind im Folgenden aufgelistet. In keiner Kommune waren zwei Wahlgänge notwendig. Das entscheidende Wahlergebnis ist markiert.
Gewählte Bewerber:
- CDU: 1
- Einzelbewerber/Bürgerinitiativen: 1
- Amtsinhaber wiedergewählt: 1
- Amtsinhaber abgewählt: 0
- Amtsinhaber nicht angetreten: 1

Namen von Amtsinhabern sind fett dargestellt.
| Wahltermin    | Gemeinde                    | Bewerber             | Vorschlag        | Ergebnis (in %) | vorherige | nächste |
| ------------- | --------------------------- | -------------------- | ---------------- | --------------- | --------- | ------- |
| 21. Februar   | Wildenfels                  | Tino Kögler          | Kögler           | 96,2            | ← 2014    | keine   |
| 21. Februar   | Wildenfels                  | Einzelvorschläge     | Einzelvorschläge | 3,8             | ← 2014    | keine   |
| 26. September | Hartmannsdorf bei Kirchberg | Christfried Nicolaus | CDU              | 95,8            | ← 2015    | keine   |
| 26. September | Hartmannsdorf bei Kirchberg | Einzelvorschläge     | Einzelvorschläge | 4,2             | ← 2015    | keine   |

## Belege
1. ↑  Statistisches Landesamt des Freistaates Sachsen: Wahlstatistik Bürgermeister/-innen 2021 - Wahlen - Wahlen - sachsen.de. Abgerufen am 28. Oktober 2023.
2. ↑  Referat Kommunikation und Öffentlichkeitsarbeit: Wahlergebnisse 2021 - Wahlen - sachsen.de. Abgerufen am 28. Oktober 2023.
3. ↑  Referat Kommunikation und Öffentlichkeitsarbeit: Wahlergebnisse 2021 - Wahlen - sachsen.de. Abgerufen am 28. Oktober 2023.
4. ↑  Referat Kommunikation und Öffentlichkeitsarbeit: Wahlergebnisse 2021 - Wahlen - sachsen.de. Abgerufen am 28. Oktober 2023.
5. ↑  Referat Kommunikation und Öffentlichkeitsarbeit: Wahlergebnisse 2021 - Wahlen - sachsen.de. Abgerufen am 28. Oktober 2023.
6. ↑  Referat Kommunikation und Öffentlichkeitsarbeit: Wahlergebnisse 2021 - Wahlen - sachsen.de. Abgerufen am 28. Oktober 2023.
7. ↑  Referat Kommunikation und Öffentlichkeitsarbeit: Wahlergebnisse 2021 - Wahlen - sachsen.de. Abgerufen am 28. Oktober 2023.
8. ↑  Referat Kommunikation und Öffentlichkeitsarbeit: Wahlergebnisse 2021 - Wahlen - sachsen.de. Abgerufen am 28. Oktober 2023.
9. ↑  Referat Kommunikation und Öffentlichkeitsarbeit: Wahlergebnisse 2021 - Wahlen - sachsen.de. Abgerufen am 28. Oktober 2023.
10. ↑  Referat Kommunikation und Öffentlichkeitsarbeit: Wahlergebnisse 2021 - Wahlen - sachsen.de. Abgerufen am 28. Oktober 2023.
11. ↑  Referat Kommunikation und Öffentlichkeitsarbeit: Wahlergebnisse 2021 - Wahlen - sachsen.de. Abgerufen am 28. Oktober 2023.